# Asilo de Lavanderas

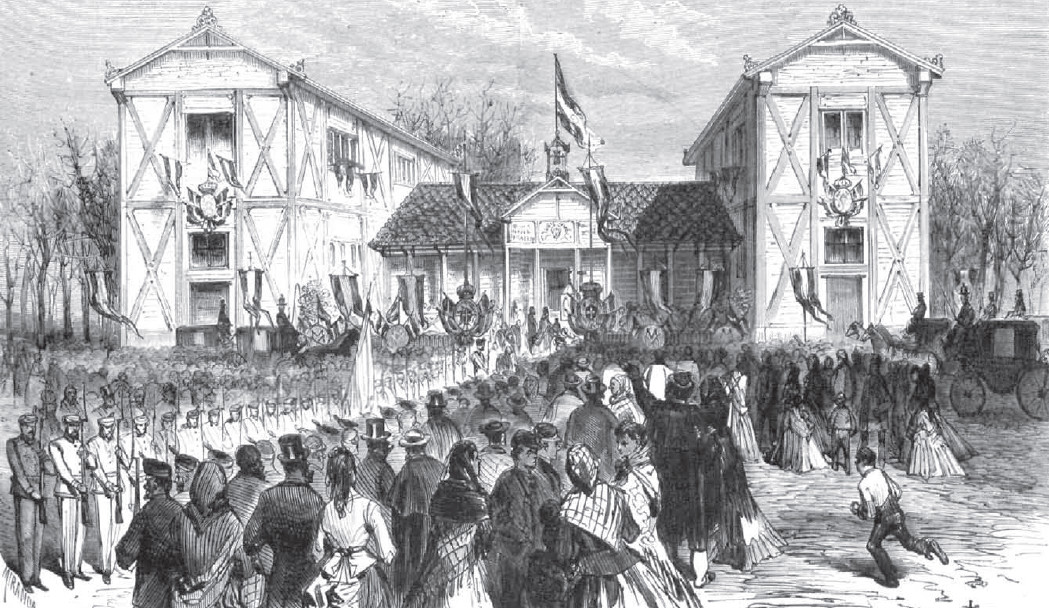
«Inauguración del Asilo de Lavanderas en Madrid, el 24 de enero de 1872». Dibujo de Miranda en la revista española La Ilustración Española y Americana.

El Asilo de Lavanderas de Madrid (España), fue una institución benéfica creada en 1871 por la reina María Victoria, esposa de Amadeo de Saboya.

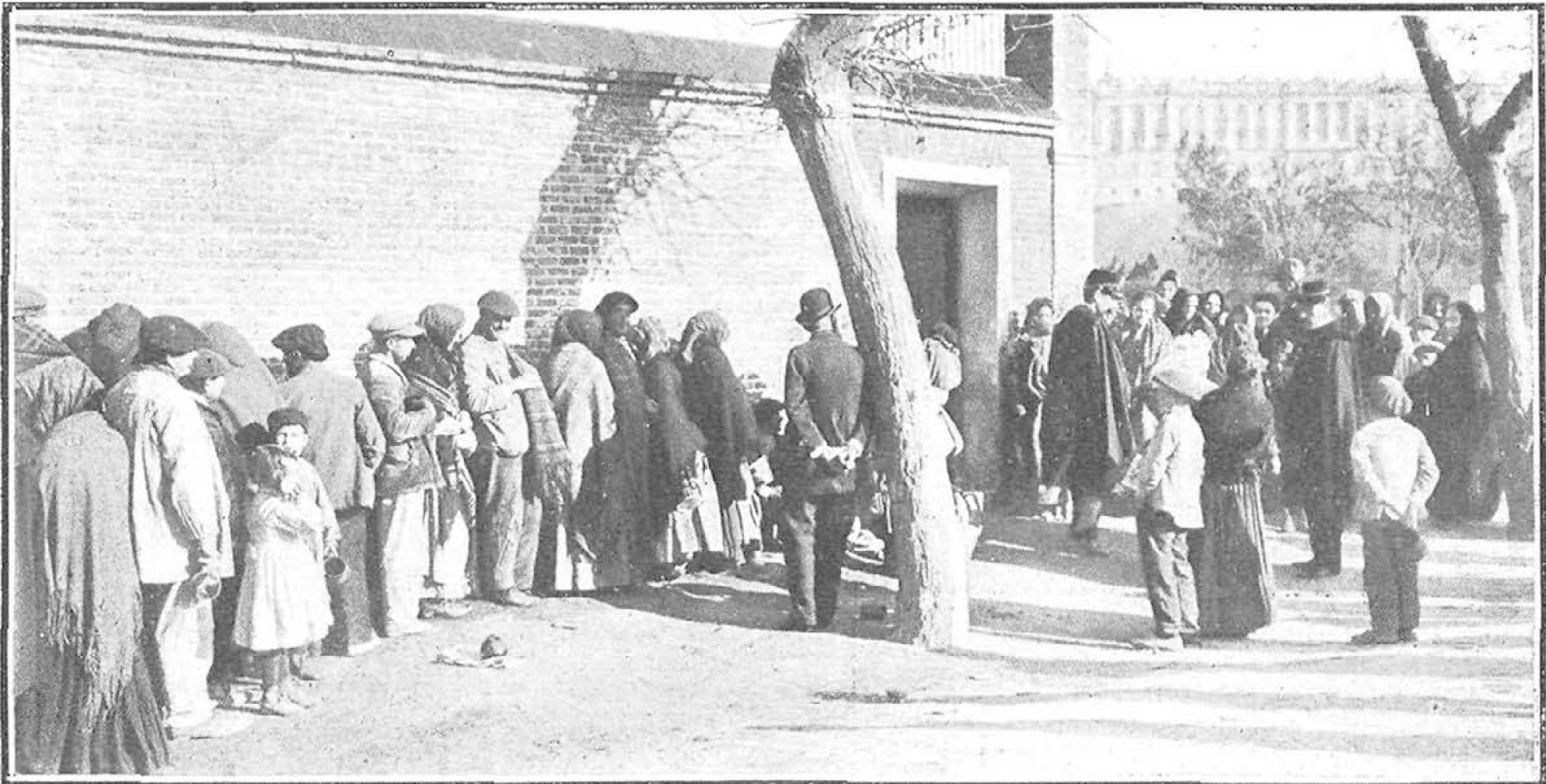
Cola formada por pobres en la puerta del Asilo de Lavanderas esperando recibir alimento, fotografía de Campúa en Nuevo Mundo (1905).

Inaugurado en enero de 1872, estuvo atendido por las Hijas de la Caridad, y su primer edificio se levantó cercano al río, en la glorieta de San Vicente, donde las que ejercían este oficio podían "dejar a sus hijos menores de cinco años", mientras ellas trabajaban. Con capacidad para unos 300 niños, también disponía de un pequeño hospital de seis camas para las lavanderas accidentadas.
El viejo asilo fue destruido durante la guerra civil, pero en 1944 se construyó uno nuevo en la intersección del Paseo Imperial con el Paseo de los Pontones, usado como casa de caridad hasta principios de la década de los setenta. Abandonado durante dos décadas, se dispuso la rehabilitación del edificio en 1980, dedicando su espacio a servicios municipales.

## Características
Inaugurado seis meses después de la colocación de la primera piedra y también llamado la “Casita del Príncipe” (pues se usaron para su construcción las 25.000 pesetas asignadas por el Estado al heredero de la Corona), se levantó frente a la Puerta de San Vicente, cruzando el Paseo de la Florida en dirección al río, en el espacio que anteriormente ocupaba la fuente de los Mascarones.
Construido en madera y obra, en planta de 'U', con dos alas formando un pequeño jardín presidido por una balconada con una pequeña torre y un campanil en su centro. Dentro, superado el jardín se podía llegar al oratorio. El edificio disponía de dos departamentos, uno para niños lactantes, con cunas de hierro y un aula, y la sala-hospital para las lavanderas junto a la de urgencias. Se aceptaban niños a partir de los dos meses de edad y hasta los cinco años, que eran cuidados y alimentados por ocho hermanas de la Caridad. La institución fue respetada por los gobiernos que sucedieron el breve reinado de Amadeo I, aunque no así la guerra civil. Aunque se construyó un edificio nuevo en 1944, habiendo desaparecido prácticamente el oficio de lavandera y habiéndose transformado el río con las obras de canalización, sus dependencias fueron dedicadas a la caridad infantil en general.